# Bricoptis laevicollis
Bricoptis laevicollis är en skalbaggsart som beskrevs av Leon Fairmaire 1898. Bricoptis laevicollis ingår i släktet Bricoptis och familjen Cetoniidae. Inga underarter finns listade.